# 高田健吾 (歌手)
高田健吾 (たかだ けんご) は、日本のシンガーソングライター、作詞家、作曲家。長崎県出身。